# Heterlimnius koebelei
Heterlimnius koebelei is een keversoort uit de familie beekkevers (Elmidae). De wetenschappelijke naam van de soort werd in 1927 gepubliceerd door Ludwig Martin.